# Christian Kunert (Musiker, 1983)

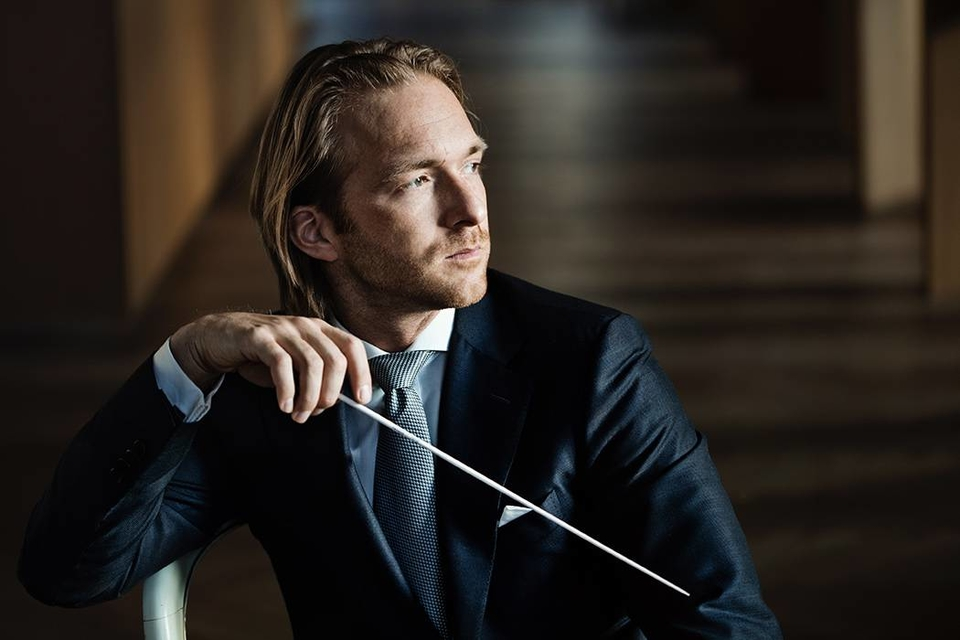
Christian Kunert

Christian M. Kunert (* 1983 in Esslingen) ist ein deutscher Fagottist, Hochschullehrer und Dirigent.

## Leben
Kunert studierte in Würzburg Klavier bei Bernd Glemser und Fagott bei Albrecht Holder. Noch während des Studiums wurde er 2003 Fagottist im Staatsorchester Stuttgart.
Als Schüler hatte er beim Wettbewerb Jugend musiziert Bundespreise in den Kategorien Fagottquartett, Bläserquintett, Klavier Solo und Fagott Solo gewonnen. 2007 erhielt er den Hamburger Eduard-Söring-Preis der Stiftung zur Förderung der Hamburgischen Staatsoper; 2008 gewann er den zweiten Preis in der Kategorie Fagott sowie den Publikumspreis beim 57. Internationalen Musikwettbewerb der ARD in München.
2005 wurde er mit 22 Jahren Solofagottist des Philharmonischen Staatsorchesters Hamburg. Seit Oktober 2010 unterrichtet er als Professor das Fach Fagott an der Hochschule für Musik und Theater Hamburg.
2018 beendete er seine Tätigkeit an der Hamburgischen Staatsoper, um sich dem Dirigieren zu widmen. Seit 2017 leitet er das Harvestehuder Sinfonieorchester in Hamburg.

## Diskographie (Auswahl)
- Henri Tomasi: Konzerte für Holzbläser. Farao Classics, 2010.
- Fagottkonzerte von Antonio Vivaldi, Gordon Jacob, Jean Francaix und Carl Philipp Emanuel Bach. Genuin Classics, 2012.